# Pearl Primus
Pearl Eileen Primus, née le 29 novembre 1919 à Port-d'Espagne (Trinité-et-Tobago) et morte le 29 octobre 1994 à New York (États-Unis), est une danseuse, chorégraphe et anthropologue afro-américaine.
Elle a joué un rôle important, avec Katherine Dunham, dans la découverte de la danse africaine par le public américain, et dans l'évolution de la danse moderne américaine. Son travail est une réaction aux mythes de la sauvagerie des peuples africains et au manque de connaissances de leur culture.

## Biographie
Pearl Eileen Primus naît à Port-d'Espagne, la capitale de Trinité-et-Tobago, sur l'île de Trinité, où son grand-père africain était membre du peuple Ashanti. Elle a deux ans lorsque ses parents émigrent à New York, en 1921,. Elle fait des études de biologie, entre en 1940 au Hunter College et, en parallèle, travaille à la National Youth Administration pour gagner sa vie : elle y est affectée à la préparation d’un spectacle, comme figurante, et découvre à cette occasion la danse moderne,. Elle progresse rapidement et, en moins d'un an, obtient une bourse pour le New Dance Group, dans le Lower East Side, une école et une compagnie de danse de New York, en relation avec l'intelligentsia de gauche de la métropole et le courant le plus abstrait de la danse moderne. Les professeurs du New Dance Group envoient cette élève, manifestement talentueuse, travailler aussi avec Martha Graham, Hanya Holm, Doris Humphrey et Charles Weidman. « Martha Graham m'a traité de panthère », confie ultérieurement Pearl Primus, « Elle a aimé le fait que je m’exprime par le mouvement. Je ne supporte pas les gens de l'ombre, disait-elle »,.
En 1943, elle présente pour la première fois sur scène ses travaux personnels sur scène, dans un programme collectif, avec quatre solos de danse, dont trois vont devenir des classiques : Strange Fruit, sur les réactions d’une femme spectatrice du lynchage d’un noir, Hard Time Blues, basé sur une chanson de Josh White contestant la pratique du métayage, et African Ceremonial, qu’elle conçoit comme un hommage aux danses traditionnelles africaines (sur lesquelles elle mène des recherches dans des bibliothèques et musées). Sa prestation est remarquée par la critique,,. La même année, elle joue une autre de ses chorégraphies, The Negro Speak of Rivers, dans une salle du Greenwich Village, sur un célèbre poème de Langston Hughes. Outre ses premières chorégraphies de solos, elle conçoit des spectacles pour des collectifs de danseurs, se perfectionne elle-même au New Dance Group tout en commençant à y enseigner, approfondie ses recherches sur les traditions afro-américaines et africaines, et travaille, pour améliorer ses ressources, notamment pendant plusieurs mois comme animatrice dans un club new-yorkais, le Café Society, ou sur des spectacles de Broadway. Elle se produit également avec Asadata Dafora (en) au Carnegie Hall,. À la fin des années 1940, grâce à une bourse de la Rosenwald Foundation (en), elle séjourne pour une première fois en Afrique subsaharienne, durant un an, sur la Gold Coast, en Angola, au Cameroun, au Libéria, au Sénégal et au Congo belge,. Cette expérience lui permet de rassembler des matériaux qui vont donner lieu, les décennies suivantes, à des chorégraphies, notamment Excerpts from an American Journey en 1951 ou Impinyuza en 1965. Ce voyage alimente aussi ses recherches qui vont donner lieu bien plus tard  à un doctorat en anthropologie. Elle se marie en août 1950 avec Yael Woll, un réalisateur de cinéma et de télévision, mais cette union ne dure pas. Quelques années plus tard, ils vivent séparés.
Après une tournée internationale en 1951, elle rencontre aux Antilles le danseur et chorégraphe Percival Borde. Ils entament une collaboration qui ne prend fin qu'à la mort de Percival Borde en 1979. En 1959, l'année où Pearl Primus obtient une maîtrise en éducation à l'Université de New York, elle se rend  avec Perceval Borde au Libéria, où elle crée Fanga, une interprétation d'une invocation traditionnelle libérienne à la terre et au ciel. Durant ce séjour de deux ans, elle et Perceval Borde fondent et dirigent à Monrovia un centre artistique, le Liberia’s Performing Arts Center, ou  Konama Kende,.
Le 15 décembre 1961, elle divorce officiellement avec Yael Woll, et, de retour à New York, se marie  le 15 décembre de la même année avec Perceval Borde (qui a également prononcé le divorce d’un premier mariage le 13 octobre). En 1962 et 1963, Pearl Primus et Perceval Borde retournent vivre au Liberia.
À leur retour aux États-Unis, ils ouvrent ensemble une école de danse, la Primus-Borde School of Dance, avec des cours sur la danse afro-américaine, antillaise et africaine, et sur des techniques modernes de danse et de ballet. Pearl Primus enseigne, donne des conférences, et  obtient son propre doctorat en anthropologie à l'Université de New York en 1978. Elle fonde le Pearl Primus Dance Language Institute la même année à New Rochelle. Elle a enseigné  auparavant dans diverses institutions, notamment la Howard University, l'Université de New York et le Five College Consortium dans le Massachusetts.
En 1991, le président George H. W. Bush lui remet la National Medal of Arts. Elle meurt le 29 octobre 1994, des suites d'un diabète, à son domicile à New Rochelle, une ville de la banlieue nord de New York.

## Apports
Au lendemain de la Seconde Guerre mondiale, la communauté afro-américaine a pris conscience de ses droits et s'est interrogée sur ses racines africaines, dans la continuité du mouvement intitulé Harlem Renaissance, vivace dans l'entre-deux-guerres. Ainsi, des musiciens de jazz ont voulu désormais s'affirmer comme des artistes à part entière, à travers le mouvement bebop, au-delà d’une musique faite uniquement pour swinguer. Une littérature nouvelle a émergé également, avec des auteurs tels que Langston Hughes, l'auteur du poème The Negro Speak of Rivers. À travers le travail et les recherches de Katherine Dunham et de Pearl Primus, toutes deux danseuses, chorégraphes et anthropologues, une revendication similaire anime les pionniers de la danse moderne afro-américaine. Les chorégraphies de ces deux femmes cherchent à renouer avec leurs racines, et se veulent également un antidote à l’ignorance et à la discrimination raciale.
Les séjours de Pearl Primus en Afrique de l'Ouest se sont révélés inestimables. Elle a approfondi sa connaissance de la danse africaine, de sa fonction et de sa signification. Elle a pu codifier les détails techniques de nombreuses danses grâce au système de notation qu'elle a développé et a également pu voir et sauver quelques joyaux de ces danses  avant qu'ils ne disparaissent,,. Les apports de Pearl Primus au développement d'un langage du mouvement et à la création d'œuvres de danse sont également parallèles aux travaux de Martha Graham, Agnes de Mille et d'autres. Comme elles, elle s'est inspirée d'œuvres littéraires, et de musiciens contemporains, pour faire évoluer la danse moderne américaine. Mais elle a surtout trouvé son élan créateur dans l'héritage culturel afro-américain. Ses convictions ont influencé les travaux d'Alvin Ailey, Donald McKayle (en), Talley Beatty (en), Dianne McIntyre (en), Eleo Pomare et d'autres.